# الانكسار في الغلاف الجوي

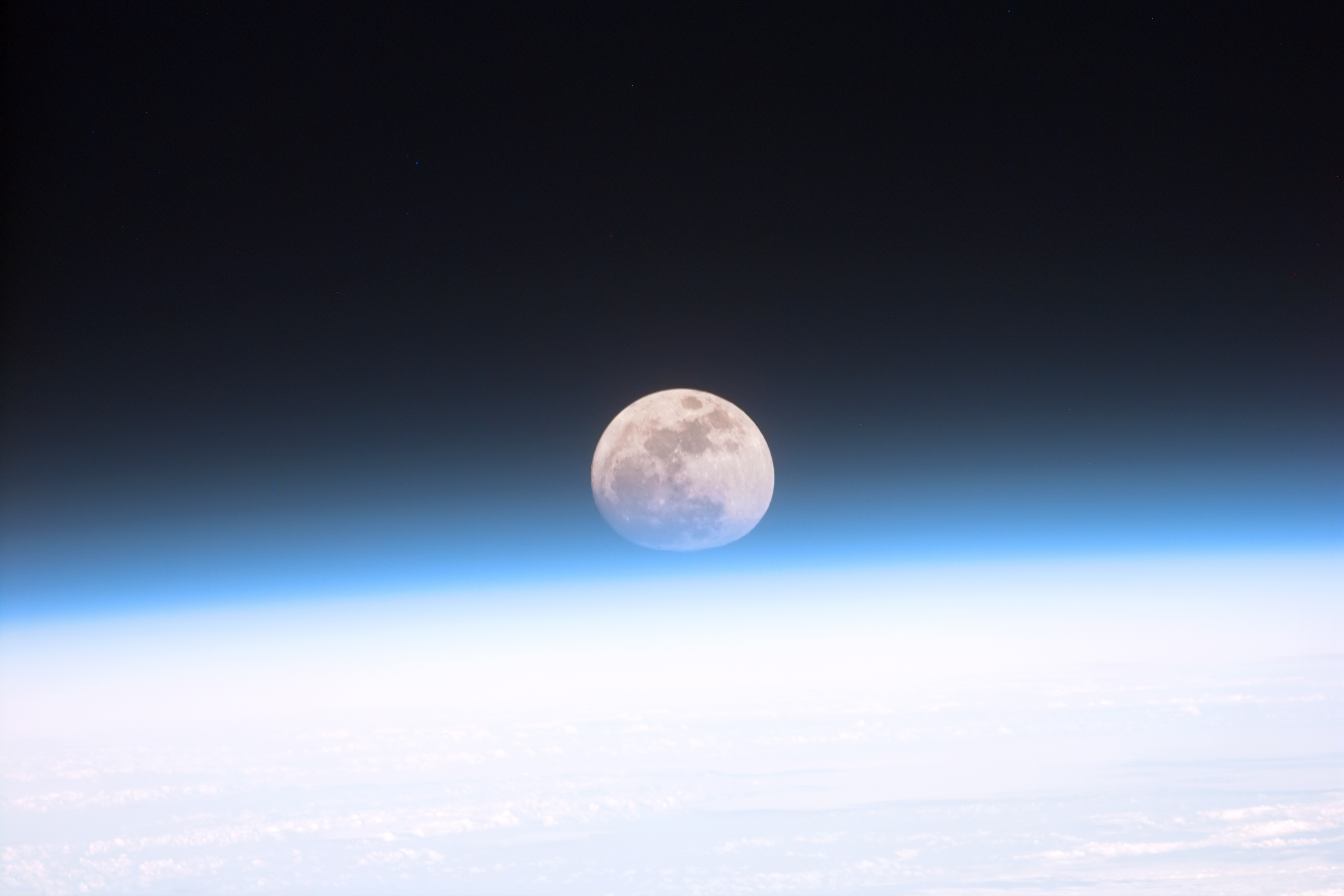
صورة للبدر محجوبًا جزئيًا بالغلاف الجوي للأرض. لاحظ عدم اكتمال الاستدارة في أسفل البدر بسبب الانكسار.

 الانكسار في الغلاف الجوي  هو انحراف الضوء أو أي من الموجات الكهرومغناطيسية الأخرى عن السير في خط مستقيم، عند مروره خلال الغلاف الجوي، نظرًا لتباين كثافة الهواء كنتيجة للارتفاع. بالقرب من سطح الأرض، ينتج عن الانكسار في الغلاف الجوي تكون سرابات، وتظهر الأشياء البعيدة كوميض أو أمواج. ينطبق هذا المصطلح أيضًا على انكسار الصوت.
يتسبب الانكسار في الغلاف الجوي في ظهور الأجرام السماوية في السماء أعلى مما هي عليه في الواقع. لا يؤثر الانكسار في الغلاف الجوي فقط على أشعة الضوء ولكن على كل الإشعاع الكهرومغناطيسي، ولكن بدرجات متفاوتة. ويتوقف قدر الانكسار في الغلاف الجوي على درجة الحرارة والضغط وكذلك الرطوبة.

## وصلات خارجية
- Astronomical Refraction—Andrew T. Young
- Java Programming1
- Java Programming2